# AI-genererad bild

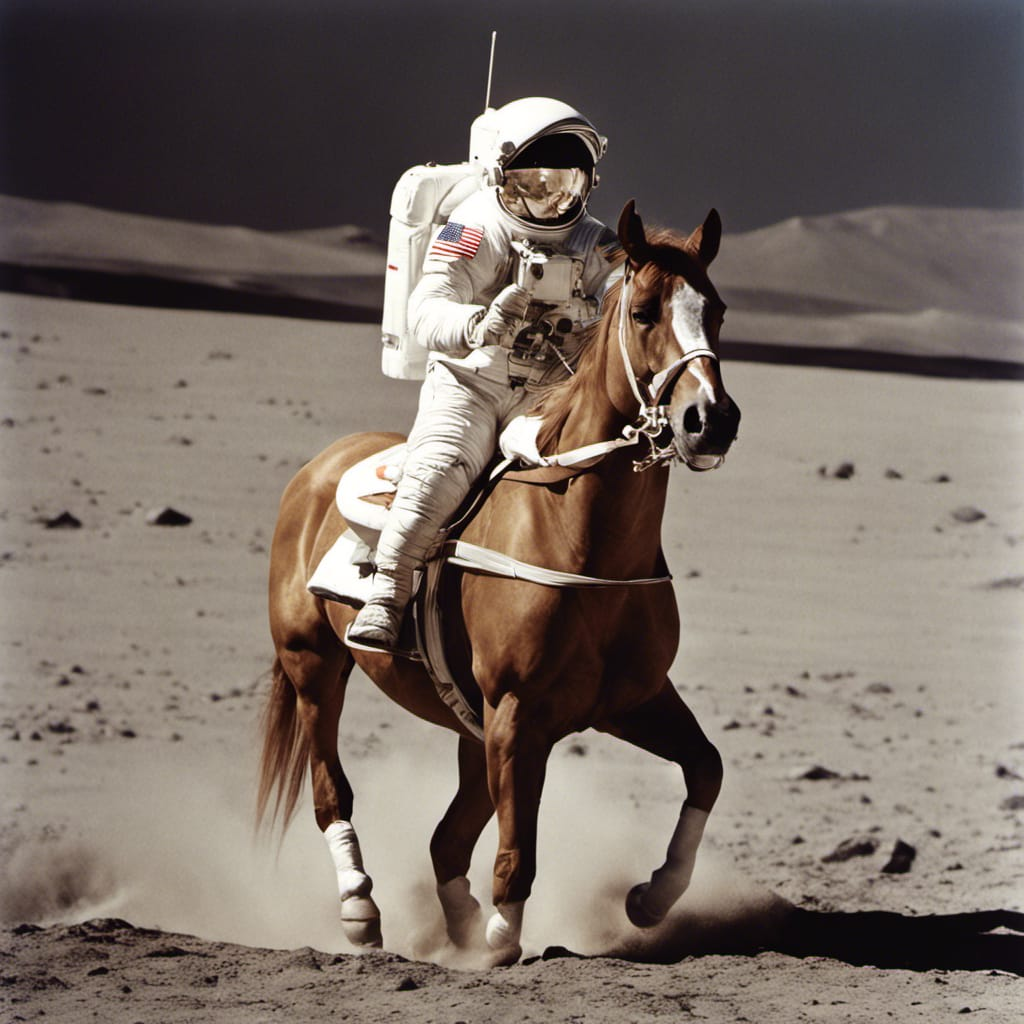
En AI-genererad bild som föreställer en astronaut som rider på en häst på månen.

AI-genererade bilder är bildkonst som skapas av användare som tar hjälp av programvara med artificiell intelligens.
Bland kända programvaror finns Stable Diffusion, Adobe Firefly och DALL-E.